# Rajd YU 1974
YU Rally 1974 (8. YU Rally) – 8 edycja rajdu samochodowego Rajd YU rozgrywanego w Jugosławii. Rozgrywany był od 30 maja do 2 czerwca 1974 roku. Była to jedenasta runda Rajdowych Mistrzostw Europy w roku 1974 oraz jedną z rund Rajdowych Mistrzostw Jugosławii.

## Klasyfikacja rajdu
| Miejsce                      | Kierowca                     | Pilot                        | Samochód                     | Czas                         | Strata                       |                              |
| Klasyfikacja generalna i ERC | Klasyfikacja generalna i ERC | Klasyfikacja generalna i ERC | Klasyfikacja generalna i ERC | Klasyfikacja generalna i ERC | Klasyfikacja generalna i ERC | Klasyfikacja generalna i ERC |
| ---------------------------- | ---------------------------- | ---------------------------- | ---------------------------- | ---------------------------- | ---------------------------- | ---------------------------- |
| 1.                           | Klaus Russling               | Wolfgang Weiss               | Porsche 911 Carrera RS       |                              | 0.0                          |                              |
| 2.                           | Walter Zöckl                 | Johann Sieber                | BMW 2002 Ti                  |                              |                              |                              |
| 3.                           | Heinz Einberger              | Gunther Böhs                 | BMW 2002 Ti                  |                              |                              |                              |
| 4.                           | Karel Šimek                  | Oto Landecký                 | Škoda 110 R                  |                              |                              |                              |
| 5.                           | Josef Srnský                 | Jiří Syrovátko               | Škoda 110 S                  |                              |                              |                              |
| 6.                           | František Udlínek            | Jiří Pavlovský               | Škoda 110 R                  |                              |                              |                              |
| 7.                           | Momir Arsić                  | Dragić Srejović              | Zastava 101                  |                              |                              |                              |
| 8.                           | Frank Mielke                 | Eberhard Tröger              | Wartburg 353                 |                              |                              |                              |
| 9.                           | Eberhard Asmus               | Christian Meischner          | Trabant P601                 |                              |                              |                              |
| 10.                          | Hans Ullmann                 | Werner Lange                 | Trabant P601                 |                              |                              |                              |